# Tramwaje w Mozyrzu
Tramwaje w Mozyrzu − system komunikacji tramwajowej działający w białoruskim mieście Mozyrz w obwodzie homelskim.
Tramwaje w Mozyrzu otwarto 1 sierpnia 1988 r. Linia tramwajowa o długości 20,3 km zaczyna się przy zajezdni tramwajowej i prowadzi do rafinerii (Mazyrski naftapierapracouczy zawod). Linia podzielona jest na trzy strefy. Przejazd tramwajem całej trasy zajmuje około 40 minut. Trasę obsługuje jedna zajezdnia. 

## Tabor
W Mozyrzu eksploatowany jeden typ tramwajów: KTM-5 w liczbie 47 sztuk. Wagony jeżdżą w składach dwuwagonowych. Tabor techniczny składa się z 9 wagonów. 

### Liniowy
Stan z lutego 2020 r.
| Zdjęcie        | Typ            | Eksploatacja od | Liczba |
| -------------- | -------------- | --------------- | ------ |
|                | KTM-5M3        | 1987            | 47     |
| Łączna liczba: | Łączna liczba: | Łączna liczba:  | 47     |

### Techniczny
Stan z lutego 2020 r.
| Zdjęcie        | Typ                      | Eksploatacja od | Liczba |
| -------------- | ------------------------ | --------------- | ------ |
|                | WTK-06 wagon wieżowy     | 1987            | 1      |
|                | NTTRZ wagon pomiarowy    | 2000            | 1      |
|                | WTK-10 wagon techniczny  |                 | 1      |
|                | WTK-09D wagon techniczny | 2010            | 1      |
|                | MSHU-4 pojazd techniczny |                 | 1      |
|                | WTK-24 pług śnieżny      | 1987            | 2      |
|                | WTK-01 pług śnieżny      |                 | 1      |
|                | PPRM pojazd techniczny   |                 | 1      |
| Łączna liczba: | Łączna liczba:           | Łączna liczba:  | 9      |